# Heather Miller-Koch
Heather Miller-Koch (* 30. März 1987 in Madison, Wisconsin als Heather Miller) ist eine ehemalige US-amerikanische Leichtathletin, die sich auf den Siebenkampf spezialisiert hat.

## Sportliche Laufbahn
Heather Miller-Koch wuchs in Columbus in Wisconsin auf und absolvierte ein Studium an der St. Cloud State University. 2015 gewann sie bei den Panamerikanischen Spielen in Toronto mit 6178 Punkten die Silbermedaille im Siebenkampf hinter der Kubanerin Yorgelis Rodríguez. Im Jahr darauf wurde sie beim Hypomeeting in Götzis mit 5980 Punkten 21. und nahm anschließend an den Olympischen Sommerspielen in Rio de Janeiro teil und wurde dort mit 6213 Punkten 18. Daraufhin beendete sie ihre aktive sportliche Karriere im Alter von 29 Jahren.

## Persönliche Bestleistungen
- Siebenkampf: 6423 Punkte, 10. Juli 2016 in Eugene
  - Fünfkampf (Halle): 4105 Punkte, 1. März 2013 in Albuquerque